# Oncocnemis ragani
Oncocnemis ragani är en fjärilsart som beskrevs av Barnes 1928. Oncocnemis ragani ingår i släktet Oncocnemis och familjen nattflyn. Inga underarter finns listade i Catalogue of Life.